# 田沼意壱
田沼 意壱（たぬま おきかず）は、江戸時代中期の大名。陸奥国下村藩2代藩主。官位は従五位下・左衛門佐。田沼家3代。田沼意次の孫。

## 略歴
安永9年（1780年）田沼意知（田沼意次の嫡男）の次男として誕生した。正室は新見正偏の娘。
寛政8年（1796年）に兄意明の早世により跡を継いだ。しかし病弱だったため、意壱も寛政12年（1800年）9月17日に早世した。享年21。
小夜の間との子を儲けたが、未熟児で幼少のころ他界したとされている。弟の意信が養嗣子として跡を継いだ。

## 系譜
父母
- 田沼意知（父）

正室
- 新見正偏の娘

養子
- 田沼意信 - 意知の四男